# Happy Here and Now
Happy Here and Now és una pel·lícula de thriller dramàtic del 2002 dirigit per Michael Almereyda. Protagonitzada per David Arquette, Liane Balaban, Gloria Reuben, Ally Sheedy, i Karl Geary. Happy Here and Now es va estrenar al festival de cinema CineVegas el juny de 2002 i posteriorment es va presentar al Festival Internacional de Cinema de Toronto aquell setembre. La pel·lícula no va rebre una estrena limitada a les sales fins al 14 de desembre de 2005, tres anys després del debut de la pel·lícula.
Va guanyar un premi especial del jurat a SXSW l'any 2003 i també va ser nominat per a un Premi Independent Spirit el 2004.

## Argument
Quan Muriel, una jove infeliç, desapareix, la seva preocupada germana Amelia busca desesperadament a Internet una pista sobre el parador del seu germà. L'Amelia és guiada per unes misterioses imatges de la càmera web trobades a l'ordinador portàtil de la Muriel i compta amb l'ajuda d'en Bill, un investigador privat. La recerca de l'Amelia la porta al més profund de Nova Orleans.

## Repartiment
- Karl Geary com a Eddie Mars / Tom
- Shalom Harlow com a Muriel
- Clarence Williams III com a Bill
- Ally Sheedy com a Lois
- Gloria Reuben com a Hannah
- David Arquette com a Eddie
- Billy Slaughter com a Napoleó Bonaparte
- Liane Balaban com Amelia

## Reception
Happy Here and Now té un 48% al lloc agregat de ressenyes Rotten Tomatoes basat en 21 ressenyes. El consens dels crítics diu: "Happy Here and Now té un entorn ric i alguns interessants idees, però la història es nega frustrantment a cobrar vida."
IndieWire va comentar que la pel·lícula està "insegura de les seves idees", que són les preguntes "Com és que algú pot desaparèixer amb tots els mitjans disponibles per mantenir-se en contacte?" i "Tenint en compte tots els mitjans que tenim per mantenir-nos en contacte, per què no ens perdem més sovint?". La ressenya va reconèixer que "d'alguna manera, enmig de totes aquestes discontinuïtats i connexions perdudes, Almereyda, miraculosament, respon a les seves dues preguntes i forma un repartiment de personatges dignes de la resolució emocional que els va concedir."
Jason Buchanan d’AllMovie va donar a la pel·lícula 3 de 5 estrelles i la va descriure com "un estudi obscur i inquietant sobre la naturalesa dels avatars a l'era de l'aïllament tecnològic".
Jeremiah Kipp de Slant Magazine va fer una ressenya positiva de la pel·lícula, i va escriure: "El que podria semblar un exercici intel·lectual fred i remot, totalment teòric i abstracte rep una nova vida, fins i tot la poesia, pel paisatge urbà en què la història està ambientada: Nova Orleans. Almereyda va fer la pel·lícula l'any 2001, amb la intenció que la història tingués lloc d'aquí a cinc minuts, però en canvi sembla una mena d'elegia per a una ciutat fantasma, afegint una ressonància més profunda a la història de Muriel, a qui es suggereix que va desaparèixer a la mateixa Internet. El que abans era present ja no existeix, i encara hi ha una ressonància indescriptible.

### Reconeixements
Happy Here and Now va guanyar el premi especial del jurat per a la narrativa a SXSW l'any 2003. Va rebre una nominació al Premi Producers als 19ns Premis Independent Spirit.